# Північний полюс-14
Північний полюс-14 (СП-14) — радянська науково-дослідна дрейфувальна станція, що діяла в 1965—1966 роках.

## Діяльність
Станція була відкрита 1 травня 1965 року Дрейфувала на паковому льоду (порівняно тонкому і недовговічному). Закінчила дрейф 12 лютого 1966 року. Пройшла від 72°42′ пн. ш. 175°25′ зх. д. / 72.700° пн. ш. 175.417° зх. д. 72°42′ пн. ш. 175°25′ зх. д. / 72.700° пн. ш. 175.417° зх. д. 72°42′ пн. ш. 175°25′ зх. д. / 72.700° пн. ш. 175.417° зх. д. до 76°59′ пн. ш. 154°49′ сх. д. / 76.983° пн. ш. 154.817° сх. д. 76°59′ пн. ш. 154°49′ сх. д. / 76.983° пн. ш. 154.817° сх. д. 76°59′ пн. ш. 154°49′ сх. д. / 76.983° пн. ш. 154.817° сх. д. в цілому 1,040 км. Начальник експедиції — Ю. Б. Константинов.
Дрейфуючи в північно-західному напрямку, вона пройшла з Чукотського в Східно-Сибірське море. 15 травня крижина розкололася, поставивши продовження дрейфу під загрозу. У 20-х числах листопада 1965 року крижина підійшла до острова Жаннет, вперлася в берег острова і почала колотися. Станція закінчила свою роботу достроково, проіснувавши лише десять місяців  (340 діб ). Крижина, на якій знаходилася станція, спочатку вперлася в острів Жаннет, а потім врізалася в острів Генрієтта. Із 25 осіб, які починали дрейф, в цей момент на крижині залишалася лише аварійна група з 9 зимівників. Незабаром крижина зі станцією врізалася в інший острів - Генриетту. Після розколу крижини полярників евакуювали вертольотом, тому що місця для посадки літака не залишилося . В умовах полярної ночі вертоліт зробив 12 рейсів. 